# TVO (revista)
TVO (antes de agosto de 2008 conocido como TeVeO) es una revista paraguaya que se publica semanalmente los jueves. Fue fundada en noviembre de 1991 como revista mensual o quincenal, dedicada exclusivamente a la televisión paraguaya con programación semanal de todos los canaled de aire tanto privados y públicos y de pago, respectivamente y desde septiembre de 2002 hasta hoy en día como revista semanal. En dicha revista han pasado personalidades de la farándula, la política y del deporte tanto a nivel nacional e internacional. 
- Datos: Q18747724